# Park City Mountain Resort
Pour les articles homonymes, voir Park City.
Park City Mountain Resort est une station de sports d'hiver dans la ville homonyme de Park City dans l'Utah aux États-Unis.
Elle a accueilli les épreuves de snowboard aux Jeux olympiques de 2002, les Championnats du monde junior de ski nordique 2017, les Championnats du monde de ski acrobatique 2019 et les Championnats du monde de snowboard 2019 et des épreuves de la Coupe du monde de snowboard 2012-2013.